# Enrico Arbarello
Enrico Arbarello (Roma, 26 novembre 1945) è un matematico italiano, considerato tra i maggiori esperti mondiali in varietà algebriche.

## Biografia
Laureatosi a Roma nel 1969, ha conseguito il Ph.D. in matematica alla Columbia University di New York nel 1973 con una tesi dal titolo "Weierstrass Points and Moduli of Curves", scritta sotto la direzione di Lipman Bers e Charles Herbert Clemens, Jr.
È stato allievo di Emma Castelnuovo, figlia di Guido Castelnuovo.
È stato professore ordinario di geometria all'Università La Sapienza di Roma ed è attualmente socio nazionale dell'Accademia Nazionale dei Lincei.